# Markaz Jirjā
Markaz Jirjā (arabiska: مركز جرجا) är en region i Egypten.   Den ligger i guvernementet Sohag, i den centrala delen av landet, 400 km söder om huvudstaden Kairo. Antalet invånare är 102 701.